# بطولة العالم للدراجات على المضمار 1972
بطولة العالم للدراجات على المضمار 1972 هي الدورة ال69 من بطولة العالم للدراجات على المضمار، أجريت في مارسيليا، فرنسا.

## النتائج النهائية
| المسابقة                              | ذهبية                              | فضية                         | برونزية                  |
| ------------------------------------- | ---------------------------------- | ---------------------------- | ------------------------ |
| الرجال                                |                                    |                              |                          |
| السرعة الفردية                        | Robert Van Lancker (BEL)           | كولن ستارجس (AUS)            | جيوردانو توريني (ITA)    |
| سباق المطاردة الفردية                 | هيو بورتر (المملكة المتحدة)        | فيرديناند براك (بلجيكا)      | Dirk Baert (بلجيكا)      |
| سباق مطاردة الدراجة النارية للهواة    | Horst Gnas (FRG)                   | جان بروير (FRG)              | Gaby Minneboo (NED)      |
| سباق مطاردة الدراجة النارية للمحترفين | Theo Verschueren (BEL)             | سيس ستام (NED)               | ديتر كمبر (FRG)          |
| السيدات                               |                                    |                              |                          |
| السرعة الفردية                        | Galina Yermolayeva (cyclist) (URS) | Wilhelmina Brinkhoff (NED)   | شيلا يونغ (USA)          |
| سباق المطاردة الفردية                 | تمارا جاركوشينا (URS)              | Keetie van Oosten-Hage (NED) | Lyubov Sadoroynaya (URS) |